# Acridotheres cinereus
Mainá-cinzento ou mainato-de-barriga-branca (Acridotheres cinereus) é uma espécie de passeriforme da família Sturnidae.
Pode ser encontrada nos seguintes países: Ilha Christmas, Indonésia, Malásia e Singapura.